# Sant Aniol de Finestres
Sant Aniol de Finestres (spanisch Sant Aniol de Finestras) ist eine Gemeinde (Municipio) in der Provinz Girona in der Autonomen Region Katalonien mit 372 Einwohnern (Stand: 2024). Sant Aniol de Finestres ist Teil der Comarca Garrotxa. Neben dem namensgebenden Ort Sant Aniol de Finestres besteht die Gemeinde aus der Ortschaften Sant Esteve de Llémena, La Barroca und Les Carreres. Der Verwaltungssitz befindet sich in Sant Esteban de Llémena.

## Lage
Sant Aniol de Finestres liegt am Fuße der spanischen Pyrenäen etwa 18 Kilometer (Fahrtstrecke) westnordwestlich von Girona in einer Höhe von etwa 415 m.

## Bevölkerungsentwicklung
| Jahr      | 1900 | 1950 | 1970 | 1981 | 1991 | 2001 | 2011 | 2021 |
| Einwohner | 942  | 843  | 392  | 275  | 237  | 290  | 346  | 352  |

## Sehenswürdigkeit
- Burganlage von Finestres
- Ruine der Marienkapelle von Bell-loc
- Kirche von Sant Aniol
- Andreaskirche von La Barroca
- Michaeliskirche in Bustins
- Johanniskapelle in Les Medes
- Stephanuskirche in San Estebán de Llémena
- Rochuskapelle
- Marienkapelle in Elena

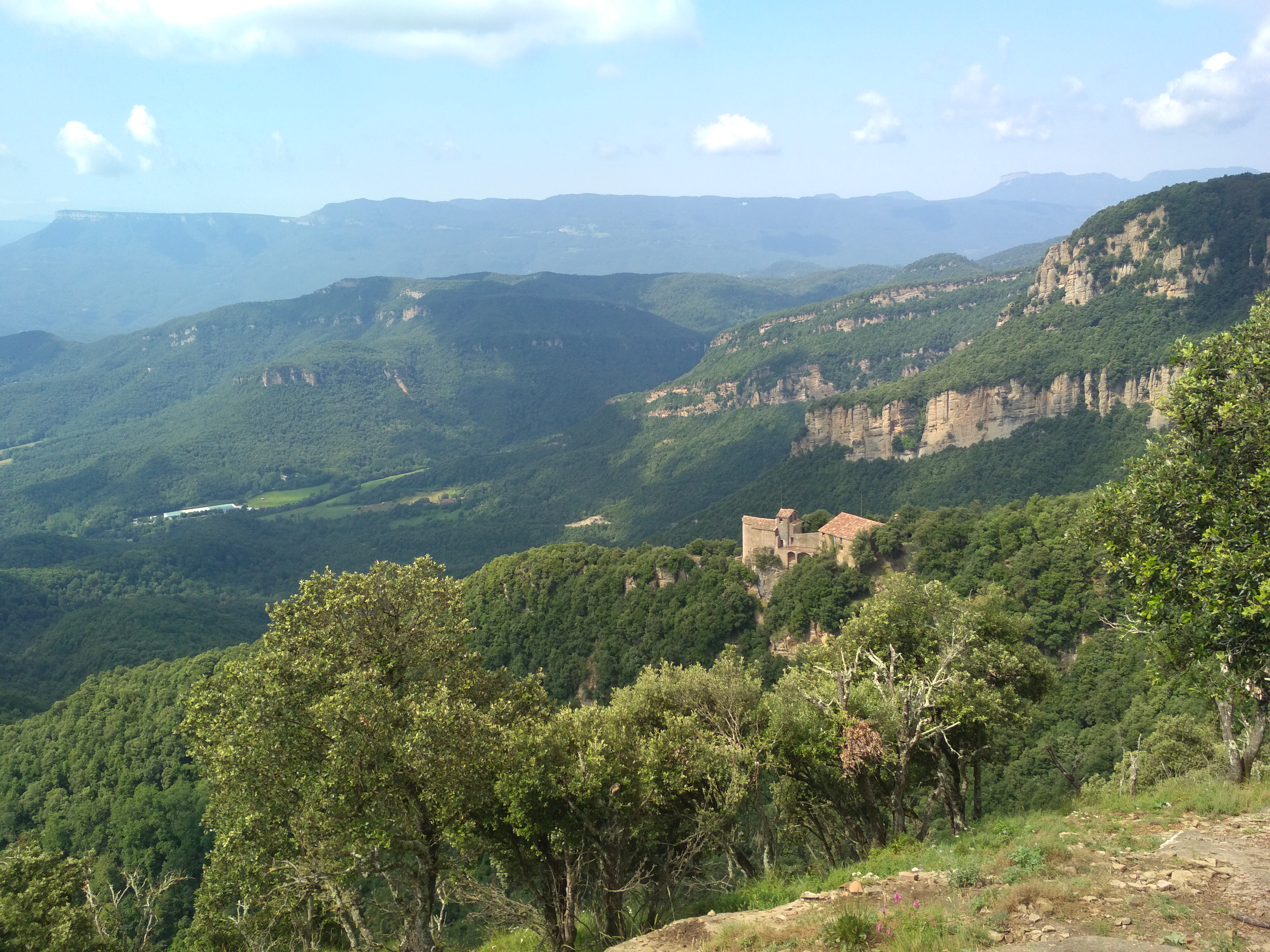
Burganlage von Finestres
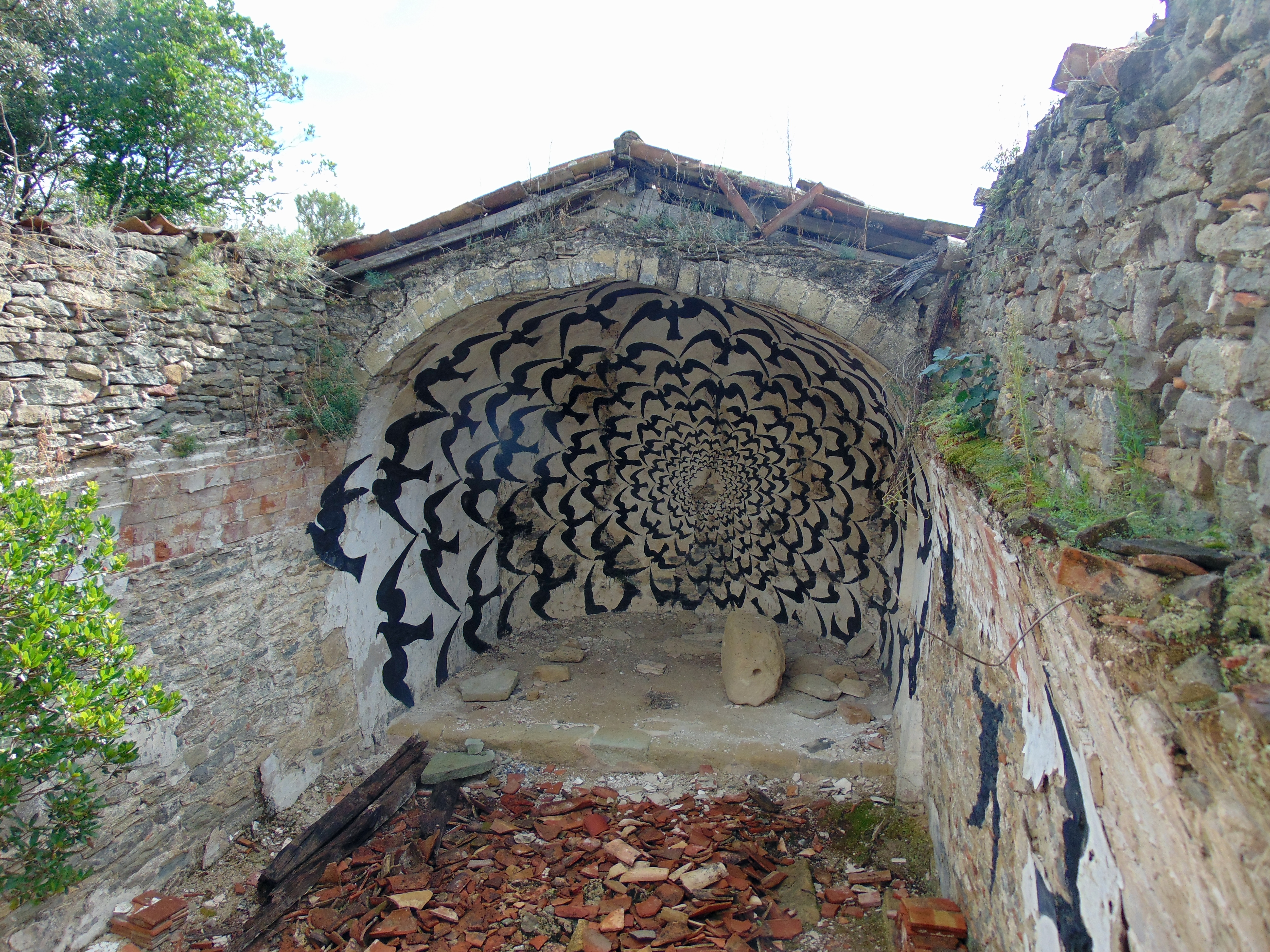
Ruine der Marienkapelle
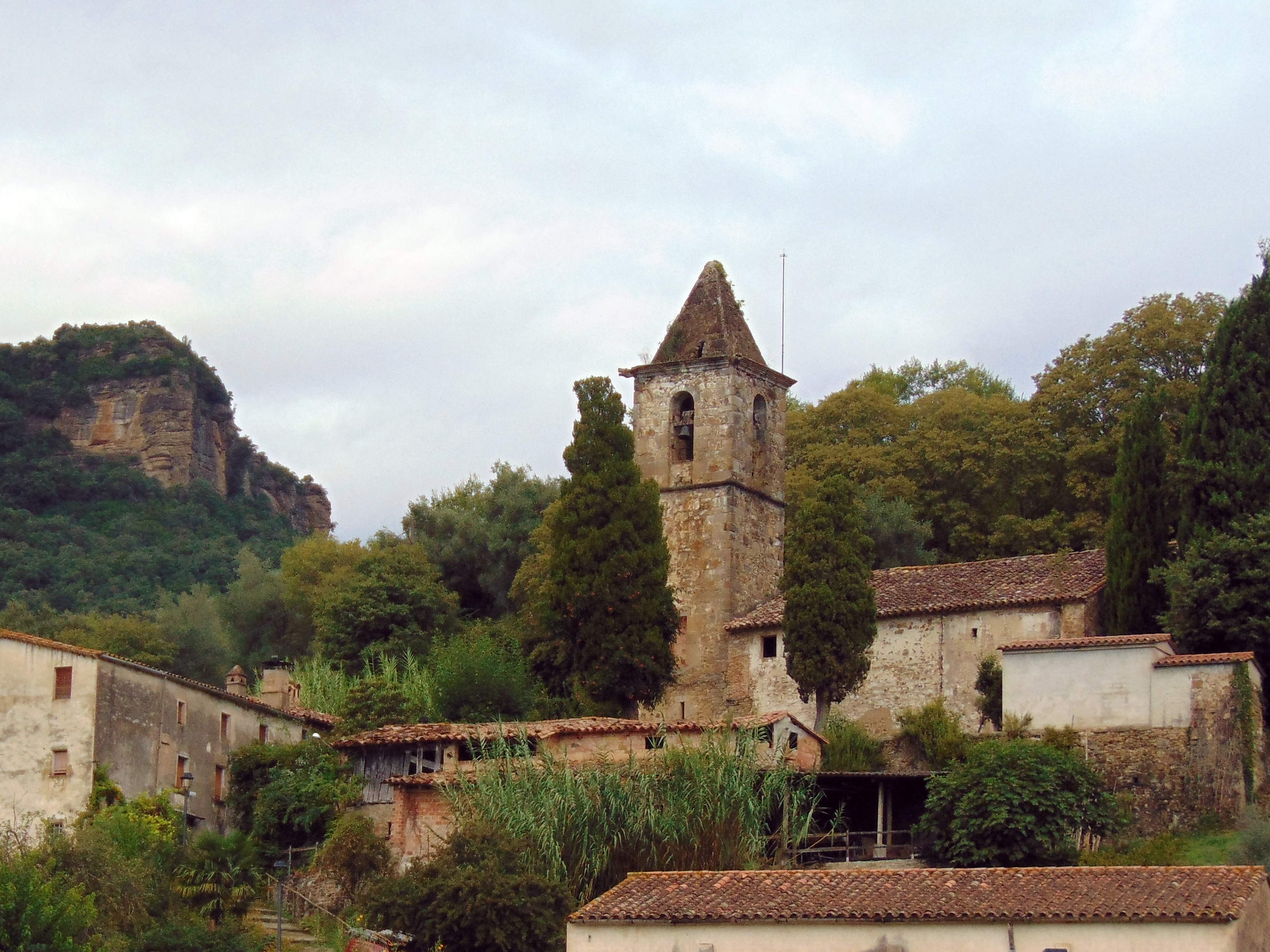
Kirche von Sant Aniol
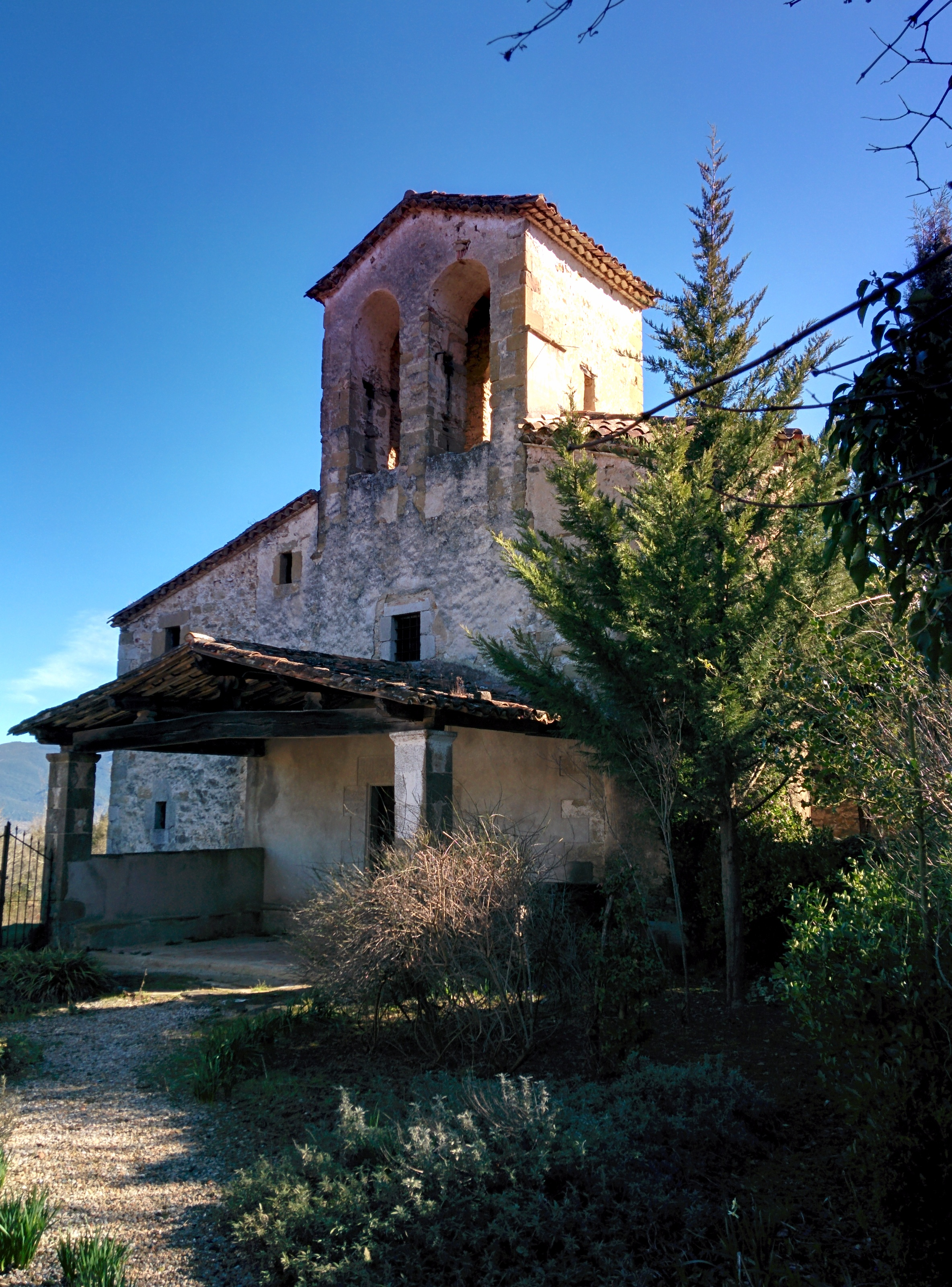
Andreaskirche
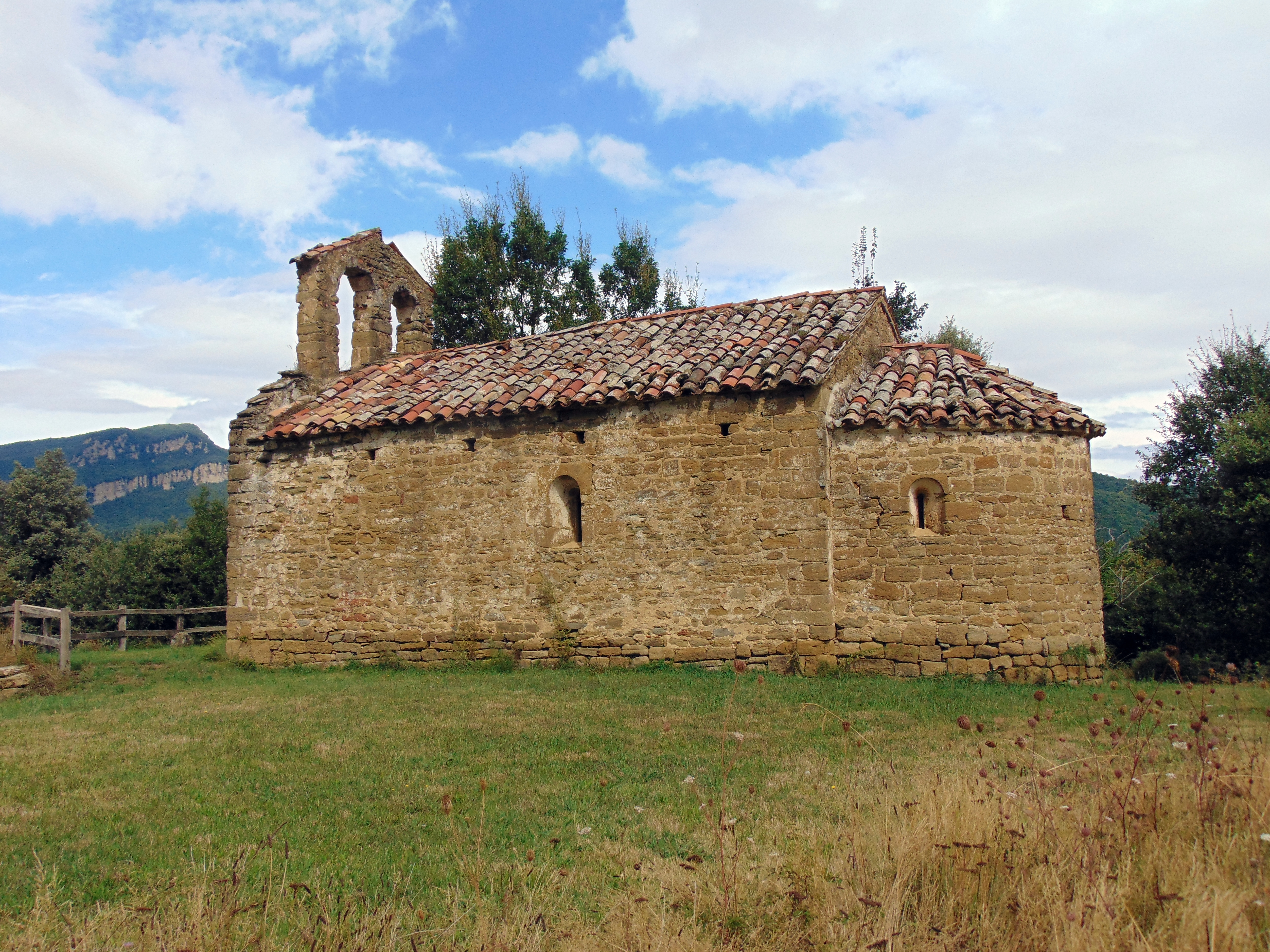
Michaeliskirche
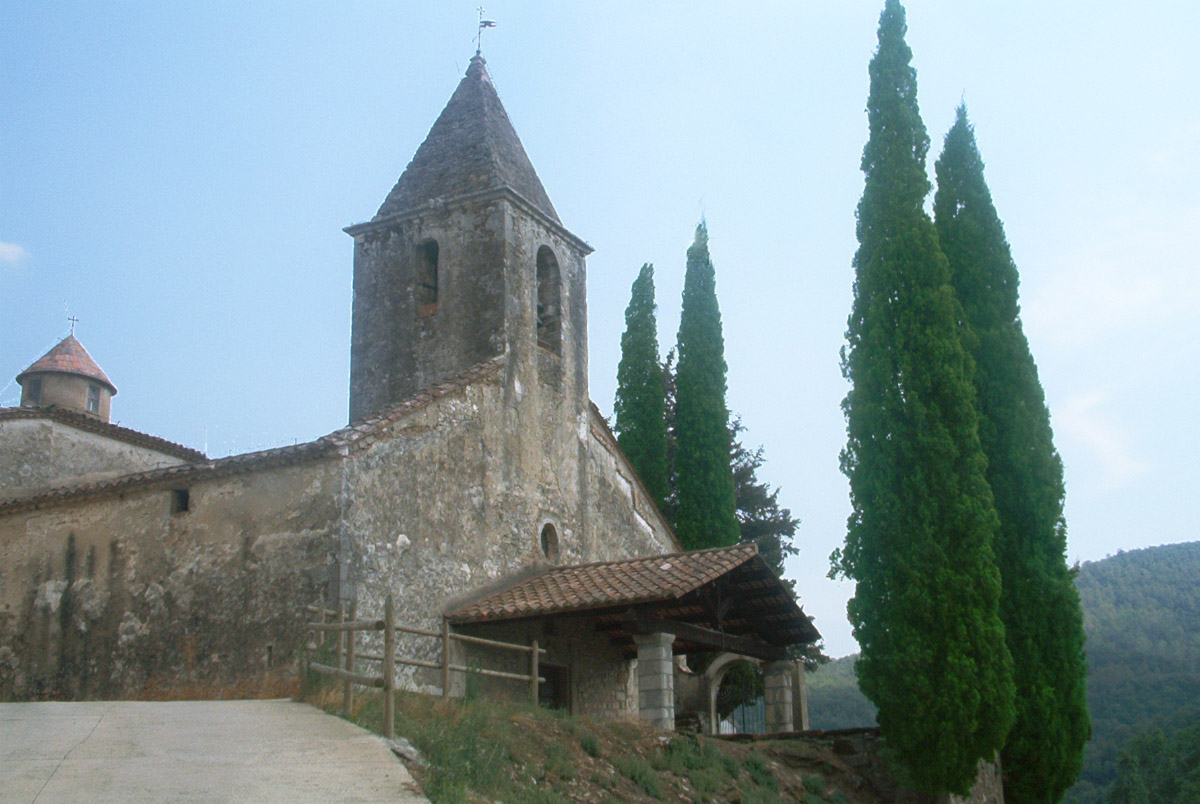
Stephanuskirche
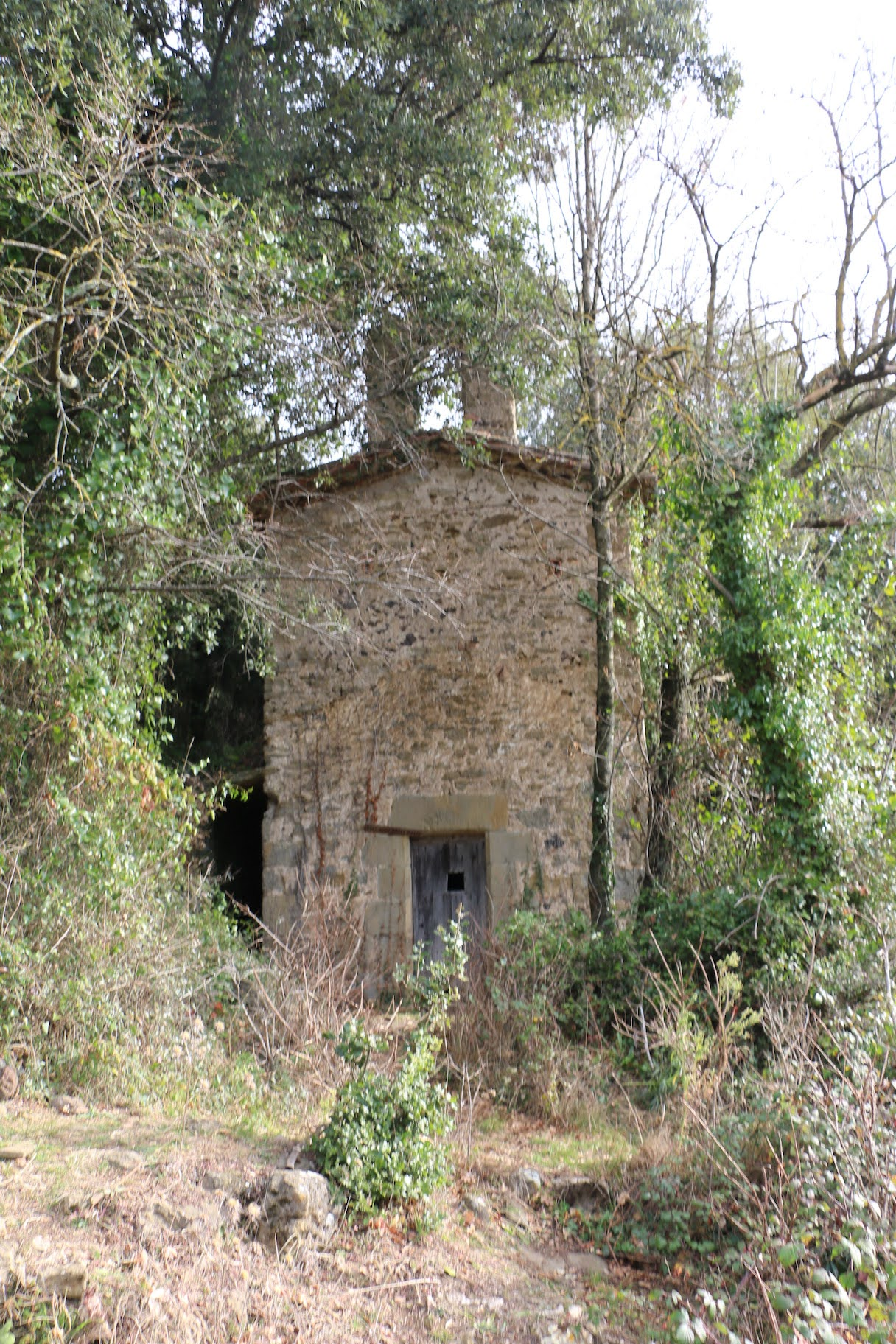
Johanniskapelle
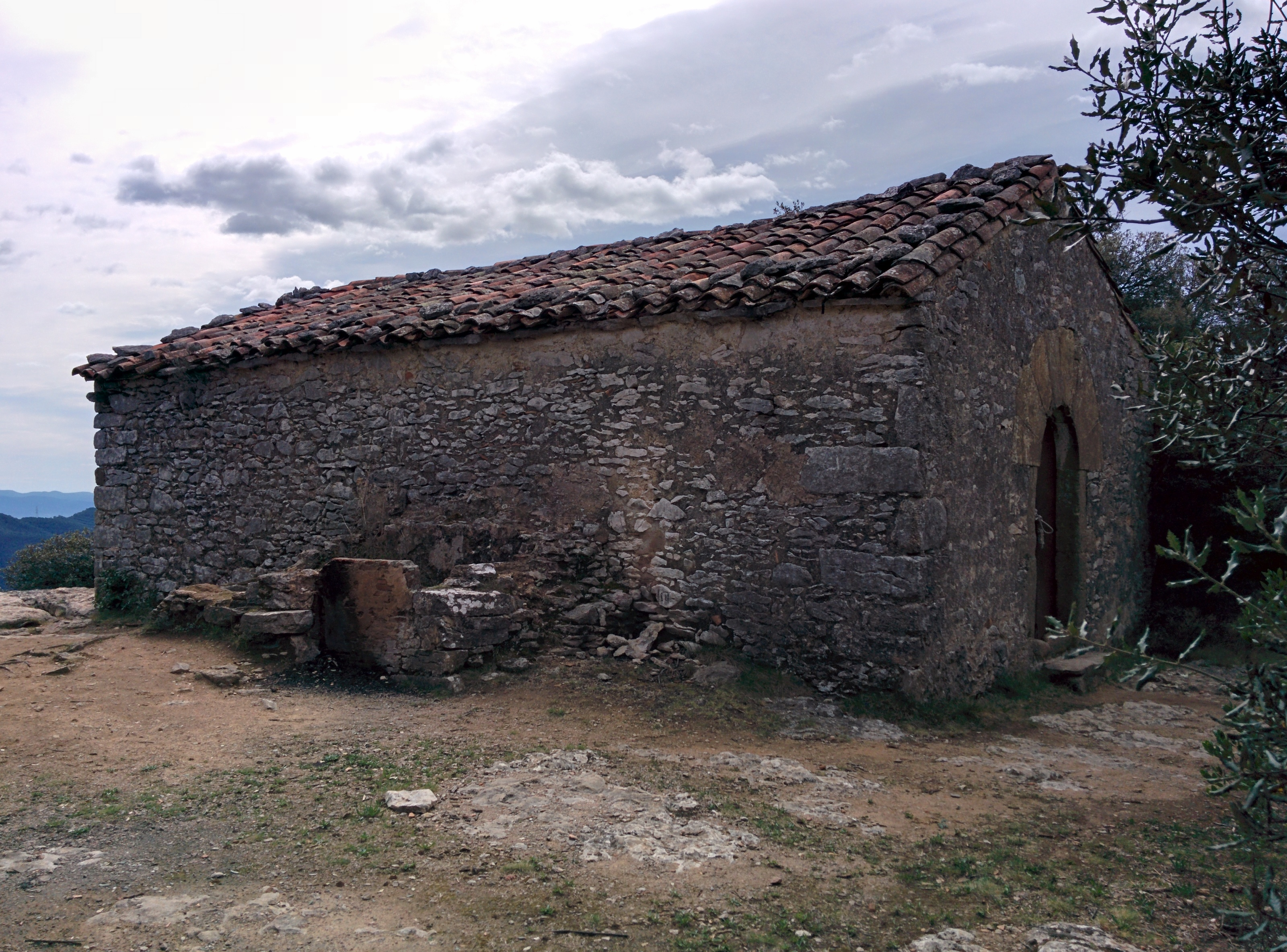
Rochuskapelle
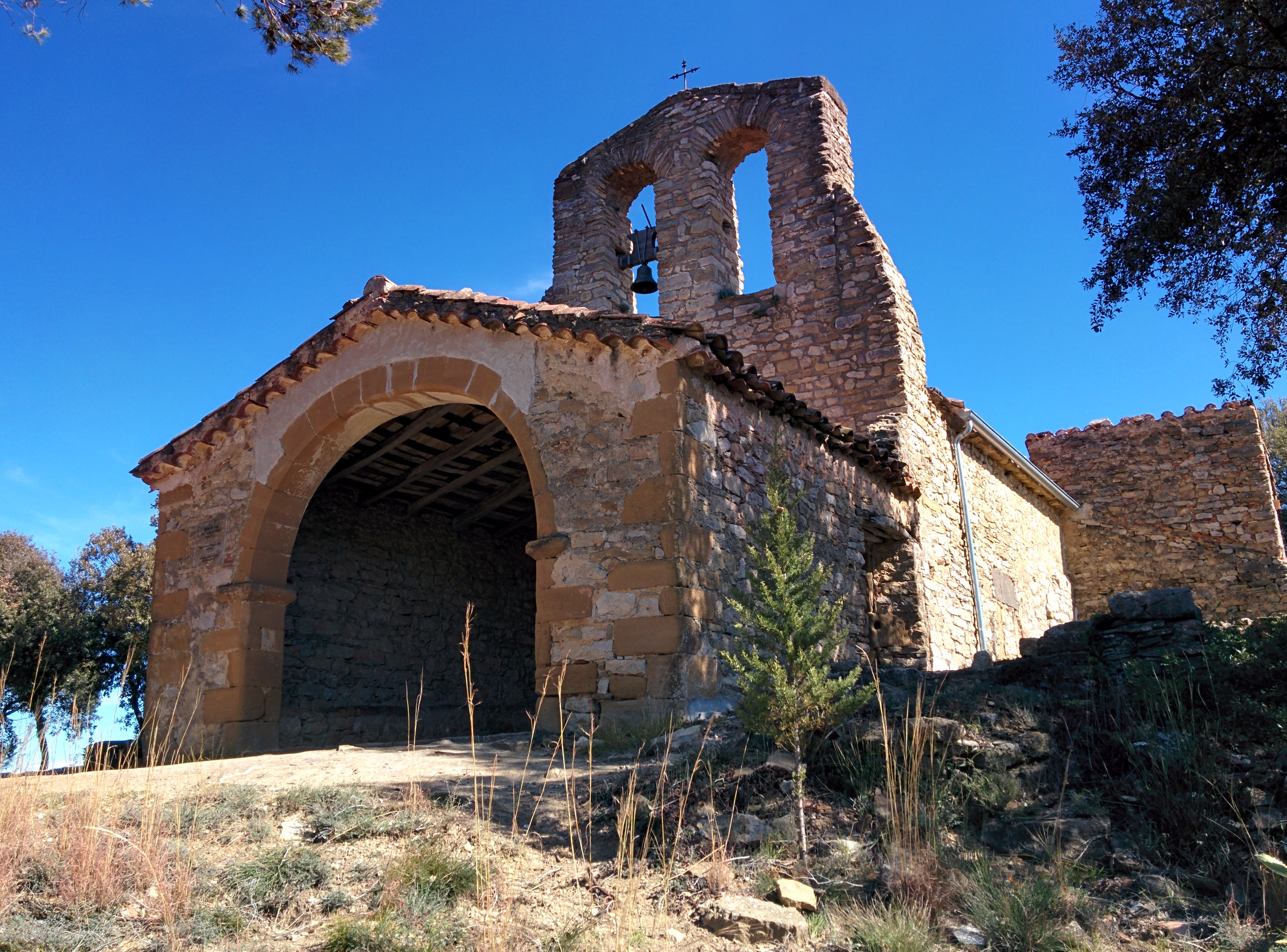
Marienkapelle